# Baga Chipz
Baga Chipz, nome artístico de Leo Loren, é uma drag queen, cantora, comediante e atriz inglesa conhecida por ter competido na primeira temporada de RuPaul's Drag Race UK (2019) e posteriormente na primeira temporada da competição internacional RuPaul's Drag Race: UK vs. the World (2022).

## Carreira

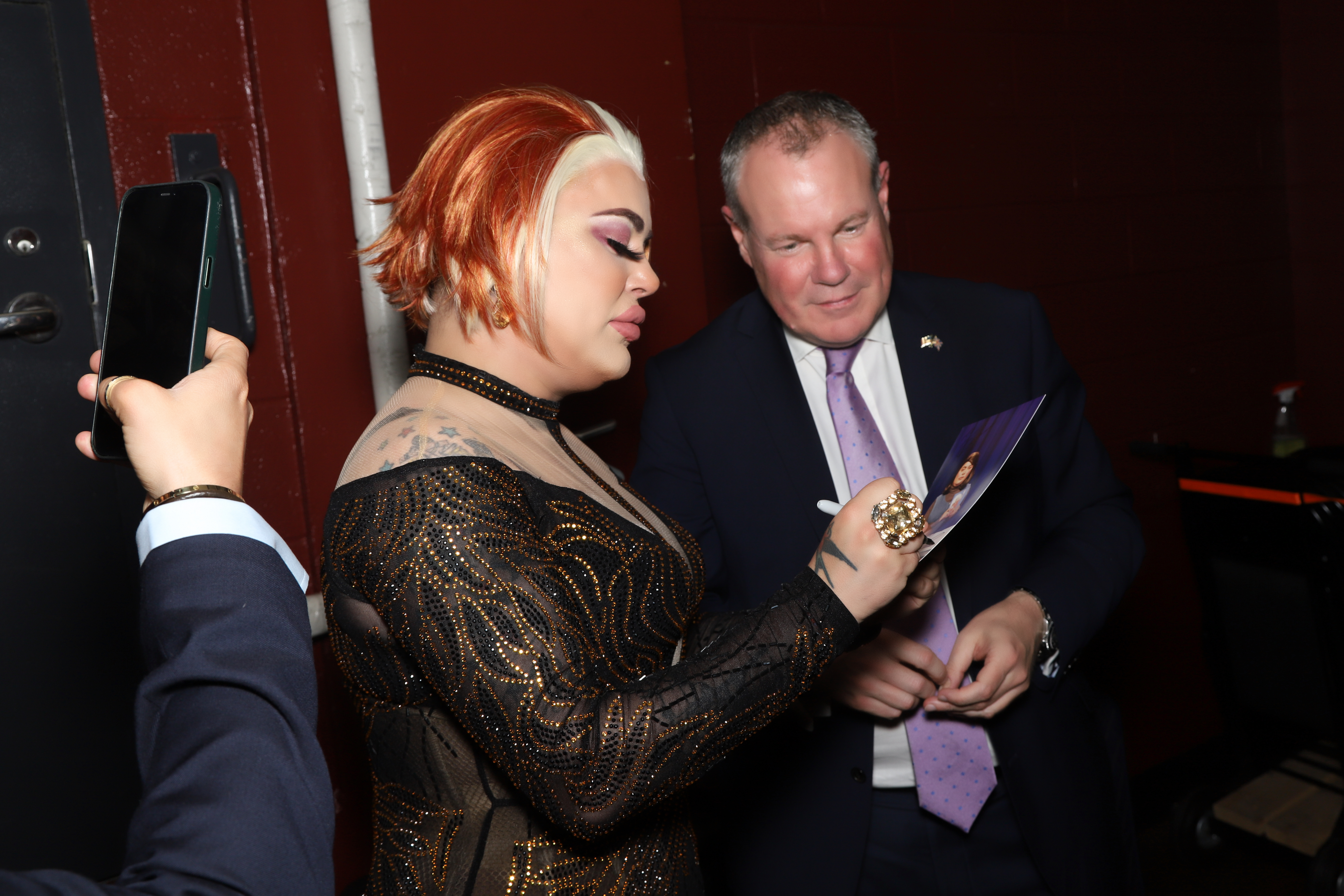
Baga Chipz durante o Meet the Queens da turnê RuPaul's Drag Race British Invasion Tour em Washington, Estados Unidos

Integrou o colectivo drag "The Buffalo Girls", juntamente com Lady Lloyd e Silver Summers.
Em 2014, participou em Drag Queens of London, uma série documental que retratava a vida de performers de drag ao longo de um período de três meses, dentro e fora do palco.
Em 2019, foi anunciada como uma das dez artistas de drag a competir na primeira temporada do programa televisivo RuPaul's Drag Race UK, a franquia britânica da série norte-americana de sucesso RuPaul's Drag Race. Durante a competição, Baga Chipz venceu três desafios e terminou em terceiro lugar. Posteriormente, durante novembro e dezembro desse mesmo ano, participou juntamente com o restante elenco do programa numa turnê organizada por Alyssa Edwards. Em janeiro de 2020, participou como convidada no primeiro RuPaul's DragCon UK. 
Fruto do sucesso da sua participação no programa televisivo de drag, Baga Chipz e The Vivienne estrearam o seu próprio programa online, Morning T&T, no WOW Presents Plus em janeiro de 2020. O programa retratava The Vivienne e Baga Chipz a reprisarem as suas imitações de Donald Trump e Margaret Thatcher na prova Snatch Game, respectivamente, enquanto apresentavam um programa de notícias de televisão fictício, consistindo em seis episódios. Na DragCon UK de 2020, um episódio adicional foi filmado com The Vivienne e Baga Chipz aparecendo como eles próprios. Os convidados da websérie incluíam os participantes de Drag Race UK Sum Ting Wong, como a Rainha Elizabeth II, e Cheryl Hole, como Gemma Collins.
Em março de 2020, Baga Chipz, mais uma vez ao lado de The Vivienne, apresentou a versão britânica de I Like to Watch, uma websérie produzida pela Netflix na qual o duo analisava a programação da Netflix.
Para além da sua interpretação de Margaret Thatcher, Baga Chipz é conhecida pela sua imitação de Amy Winehouse.
Ainda em 2020, participou nos programas televisivos Celebrity Masterchef e Celebrity Karaoke Club da ITV, como concorrente, para além de ter lançado o seu single de estreia, "When The Sun Goes Down", em colaboração com Saara Aalto.
Em 2021, integrou o elenco da série dramática do Channel 4, Ackley Bridge.
Em 2022, regressou à competição de drag queens ao ser selecionada para competir na primeira temporada de RuPaul's Drag Race: UK vs. the World, uma competição internacional de artistas drag do Reino Unido contra competidores de toda a franquia Drag Race, tendo como colegas as compatriotas Blu Hydrangea e Cheryl Hole. Durante a competição, Baga Chipz ficou entre as 2 primeiras classificadas no Episódio 4, pela sua imitação de Kathy Bates como Annie Wilkes no filme Misery, e apesar de ter sido quase eliminada no Episódio 5, chegou à final. No episódio final perdeu a prova de lip sync para Mo Heart, participante da décima temporada da franquia americana, finalizando em terceiro lugar, juntamente com a concorrente norte-americana Jujubee.

## Discografia

### Álbuns de estúdio
| Título                            | Detalhes                                                                      |
| --------------------------------- | ----------------------------------------------------------------------------- |
| Frock4Life (com Frock Destroyers) | - Lançado: 11 de dezembro de 2020 - Editora: PEG - Formatos: Download digital |

### Singles
| Título                                       | Ano  | Álbum      |
| -------------------------------------------- | ---- | ---------- |
| "When the Sun Goes Down" (com Saara Aalto )  | 2020 |            |
| "Her Makesty" (com Frock Destroyers)         | 2020 | Frock4Life |
| "Big Ben" (com Frock Destroyers)             | 2020 | Frock4Life |
| "A Very Harsh Christmas" (com Kelly Peakman) | 2020 |            |
| "Read"                                       | 2021 |            |
| "Drag City"                                  | 2021 |            |
| "Much Betta"                                 | 2022 |            |

### Como artista convidada
| Título                                                        | Ano  | Posições de pico no gráfico | Posições de pico no gráfico | Álbum |
| Título                                                        | Ano  | Reino Unido                 | US Música Dance/Eletrónica  | Álbum |
| ------------------------------------------------------------- | ---- | --------------------------- | --------------------------- | ----- |
| "Break Up (Bye Bye)" (Elenco de RuPaul's Drag Race UK )       | 2019 | 35                          | 45                          |       |
| "To the Moon" (RuPaul ft. O elenco de RuPaul's Drag Race UK ) | 2019 | —                           | —                           |       |

## Filmografia

### Televisão
| Ano       | Título                                 | Papel             | Notas                                | Ref    |
| --------- | -------------------------------------- | ----------------- | ------------------------------------ | ------ |
| 2014      | Drag Queens of London                  | Si própria        | Elenco Principal                     | [ 21 ] |
| 2015–2017 | London Calling                         | Si própria        | Convidada                            | [ 22 ] |
| 2019      | RuPaul's Drag Race UK                  | Si própria        | Concorrente (1ª temporada)           |        |
| 2019      | The X Factor: Celebrity                | Si própria        | Convidada                            | [ 23 ] |
| 2019      | Channel 4's Alternative Election Night | Si própria        | Convidada                            | [ 24 ] |
| 2019      | The Big Fat Quiz of the Year           | Si própria        | Convidada                            | [ 25 ] |
| 2020      | CelebAbility                           | Si própria        | Convidada                            |        |
| 2020      | Roast Battle UK                        | Si própria        | Convidada                            | [ 26 ] |
| 2020      | Pointless Celebrities                  | Si própria        | Convidada                            | [ 27 ] |
| 2020      | Celebrity MasterChef                   | Si própria        | Concorrente                          | [ 28 ] |
| 2020      | Celebrity Karaoke Club                 | Si própria        | Concorrente                          | [ 14 ] |
| 2021      | The Celebrity Circle                   | Si própria        | Concorrente                          | [ 29 ] |
| 2021      | RuPaul's Drag Race UK                  | Si própria        | Convidada (2ª temporada)             |        |
| 2021      | Brassic                                | Si própria        | Drag queen (3ª temporada)            |        |
| 2022      | RuPaul's Drag Race: UK vs. the World   | Si própria        | Concorrente (1ª temporada)           |        |
| 2022      | Schools                                | Si própria        |                                      |        |
| 2022      | Ackley Bridge                          | Rusty Pipez       | Participação especial (5ª temporada) |        |
| 2022      | RuPaul's Drag Race UK                  | Si própria        | Convidada (4ª temporada)             |        |
| 2022      | Prince Andrew: The Musical             | Margaret Thatcher |                                      |        |

### Vídeos musicais
| Ano  | Título                      | Artista             | Ref.   |
| ---- | --------------------------- | ------------------- | ------ |
| 2014 | "Don't Rescue Me"           | Buffalo Girls       | [ 30 ] |
| 2015 | "You're There"              | Jeff Kristian       | [ 22 ] |
| 2020 | "Mask, Glove, Soap, Scrubs" | Todrick Hall        | [ 31 ] |
| 2020 | "Always"                    | Waze &amp; Odisseia | [ 32 ] |

### Webséries
| Ano       | Título                         | Papel             | Notas                                  | Ref    |
| --------- | ------------------------------ | ----------------- | -------------------------------------- | ------ |
| 2019-2020 | Morning T&T                    | Margaret Thatcher | World of Wonder Original               | [ 33 ] |
| 2020      | I Like to Watch UK             | Si própria        | Série online da Netflix no Reino Unido | [ 34 ] |
| 2020      | God Shave the Queens           | Si própria        | Série documental da World of Wonder    | [ 35 ] |
| 2020      | Slag Wars                      | Si própria        | Série online de Men.com                |        |
| 2022      | Lazy Generation: Stupid Stunts | Si própria        | Série online de Comedy Central UK      | [ 36 ] |
| 2022      | Bring Back My Girls            | Si própria        | World of Wonder Original               | [ 37 ] |

### Teatro e digressões
| Ano  | Título    | Papel         | Teatro            |        |
| ---- | --------- | ------------- | ----------------- | ------ |
| 2019 | Cinderela | Baroness Baga | Trafalgar Studios | [ 38 ] |

## Links externos
- Baga Chipz no Internet Movie Database